# Medåkers kyrka
Medåkers kyrka tillhör Arbogabygdens församling i Västerås stift. Kyrktomtens närmaste omgivning består av bebyggelsen i kyrkbyn, samt mot söder ett öppet åkerbrukslandskap.

## Kyrkobyggnaden
Kyrkan av sten härstammar från medeltiden; troligen uppfördes den under 1200-talets senare del. Den har höga smala spetsbågiga fönster i grupper om tre. Under 1300-talet tillbyggdes sakristian och vapenhuset. Cirka 1490 breddades kyrkan åt norr och välvdes. Den höga, slanka tornspiran tillkom 1652. År 1764 fick kyrkan en ny altaruppsats. I kyrkans torn finns återanvänt medeltida virke i alla våningsplanen. I långhusets taklag finns enstaka bevarade medeltida delar.
I oktober 1887 bestämdes vid kyrkstämmomötet en reparation. Fönstrena skulle huggas upp och nya fönster insättas med större sådana, nytt golv av cement och trä skulle inläggas, nya dörrar skulle anskaffas, bygge av en ny orgelläktare m. m. Tidigare på sommaren hade taket ersatts med ett plåttak.

## Inventarier
- Dopfunt med fot av musselcuppstyp i kalksten och fat av brons, från 1200-talets andra hälft,
- Kalkmålning, provinsiellt arbete under 1400-talet,
- Mittdelen av altarskåp av ek från verkstad i mälardalen, 1400-talets andra hälft,
- Predikstol från 1627.
- Altaruppsats, skänkt 1764.

## Orglar
- 1759: Församlingen köpte ett manualverk från Hedvig Eleonora kyrka i Stockholm. Orgeln var byggd 1634 (annan uppgift säger 1498[3]) av okänd orgelbyggare och stod före 1737 i Maria Magdalena kyrka, Stockholm.
- 1760: Orgelbyggare Jonas Gren och Petter Stråhle, Stockholm, satte upp manualverket med 8 stämmor (en uppgift säger 9 stämmor) och försåg det med bihangspedal.
- 1821: Reparation av organisten Eric Thedell, Arboga.

Disposition:
| Manualverk C-c³, bruten oktav (47 toner)                     | Pedal C-c¹, bruten oktav (23 toner) |
| Principal 8' (fasad)                                         | bihängd                             |
| Gedackt 8' (delvis förnyad, säkerligen 1760)                 |                                     |
| Qvintadena 8'                                                |                                     |
| Octava 4'                                                    |                                     |
| Qvinta 3' (eg. 2 2/3')                                       |                                     |
| Octava 2'                                                    |                                     |
| Scharf III, 1' + 2/3' + 1/2' (1760)                          |                                     |
| Trumpet 8' (sannolikt 1760, endast stövlarna bevarade)       |                                     |
| Vox humana 8', D (sannolikt 1760, endast stövlarna bevarade) |                                     |

- 1888: Positivet skänks till Nordiska museet, Stockholm. Den ställdes upp där 1908.
- 1888: E. A. Setterquist & Son, Örebro, byggde en orgel med en manual, bihängd pedal och  9 orgelstämmor. Orgeln kostade cirka 4 000 kr. Den blev avsynad fredag 7 december 1888 av musikdirektör Carl Johan Bolander, Västerås, som godkände verket.[4]
- 1947-1948: Samma firma, nu övertagen av tidigare anställd och namngiven E. A. Setterquist & Son Eftr., Örebro, utökar stämantalet till 13. Orgeln är nu pneumatisk med rooseveltlådor. Den har fasta och fria kombinationer. Fasaden är från 1888 års orgel.

Disposition:
| Huvudverk I         | Svällverk II      | Pedal                                   | Koppel   |
| Principal 8'        | Salicional 8'     | Subbas 16'                              | I/P      |
| Flûte harmonique 8' | Rörflöjt 8'       | Oktavbas 8' (transm. från Principal 8’) | II/P     |
| Oktava 4'           | Gemshorn 4’       |                                         | II/I     |
| Oktava 2'           | Nasard 2 2/3’     |                                         | 4’ II/I  |
| Mixtur III-IV chor. | Blockflöjt 2’     |                                         | 16’ II/I |
|                     | Ters 1 3/5'       |                                         | 4'I/I    |
|                     | Crescendosvällare |                                         | 16' I/I  |

2005 rekonstruerar Ålems Orgelverkstad AB orgeln tillbaka till 1888 års orgelversion.
Disposition:
| Manual C-f3         | Bihängd pedal C-c1  |
| ------------------- | ------------------- |
| Borduna 16' B/D     |                     |
| Principal 8' B/D    | Man 4'/Man          |
| Flûte harmonique 8' | En fast kombination |
| Rörflöjt 8'         |                     |
| Salicional 8'       |                     |
| Gamba 8'            |                     |
| Oktava 4'           |                     |
| Oktava 2'           |                     |
| Trumpet 8'          |                     |

## Galleri

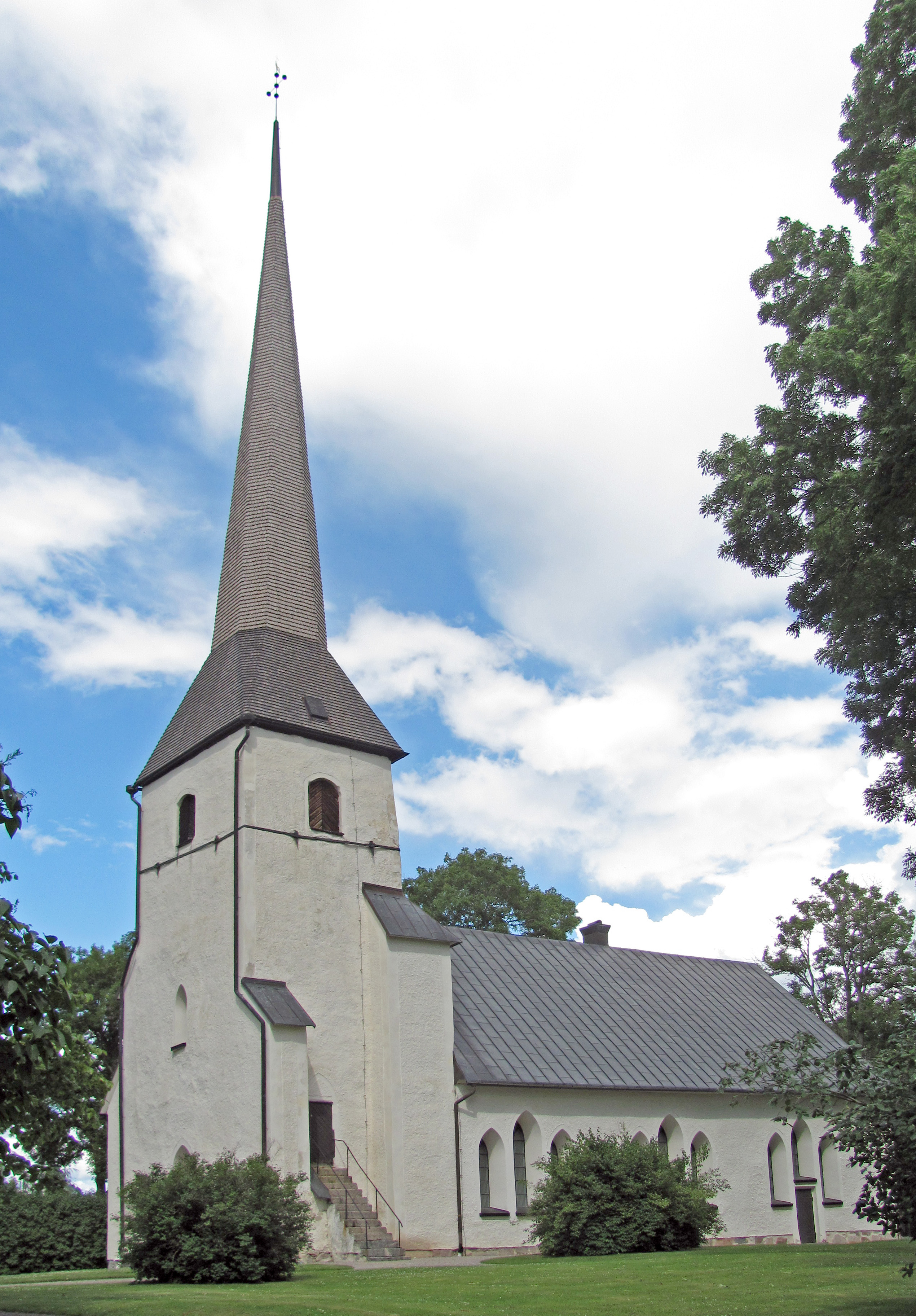
Medåkers kyrka från sydväst
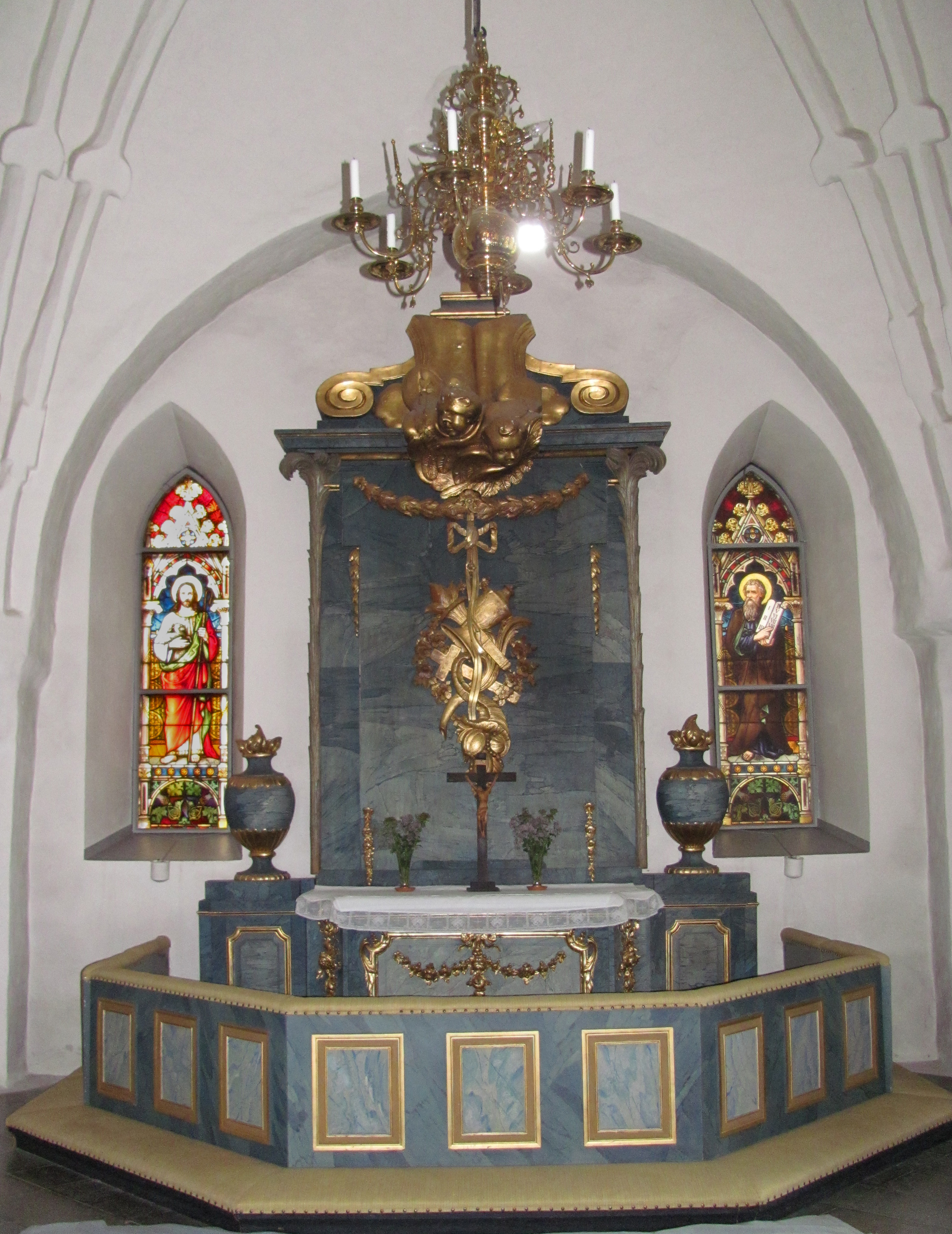
Altaret
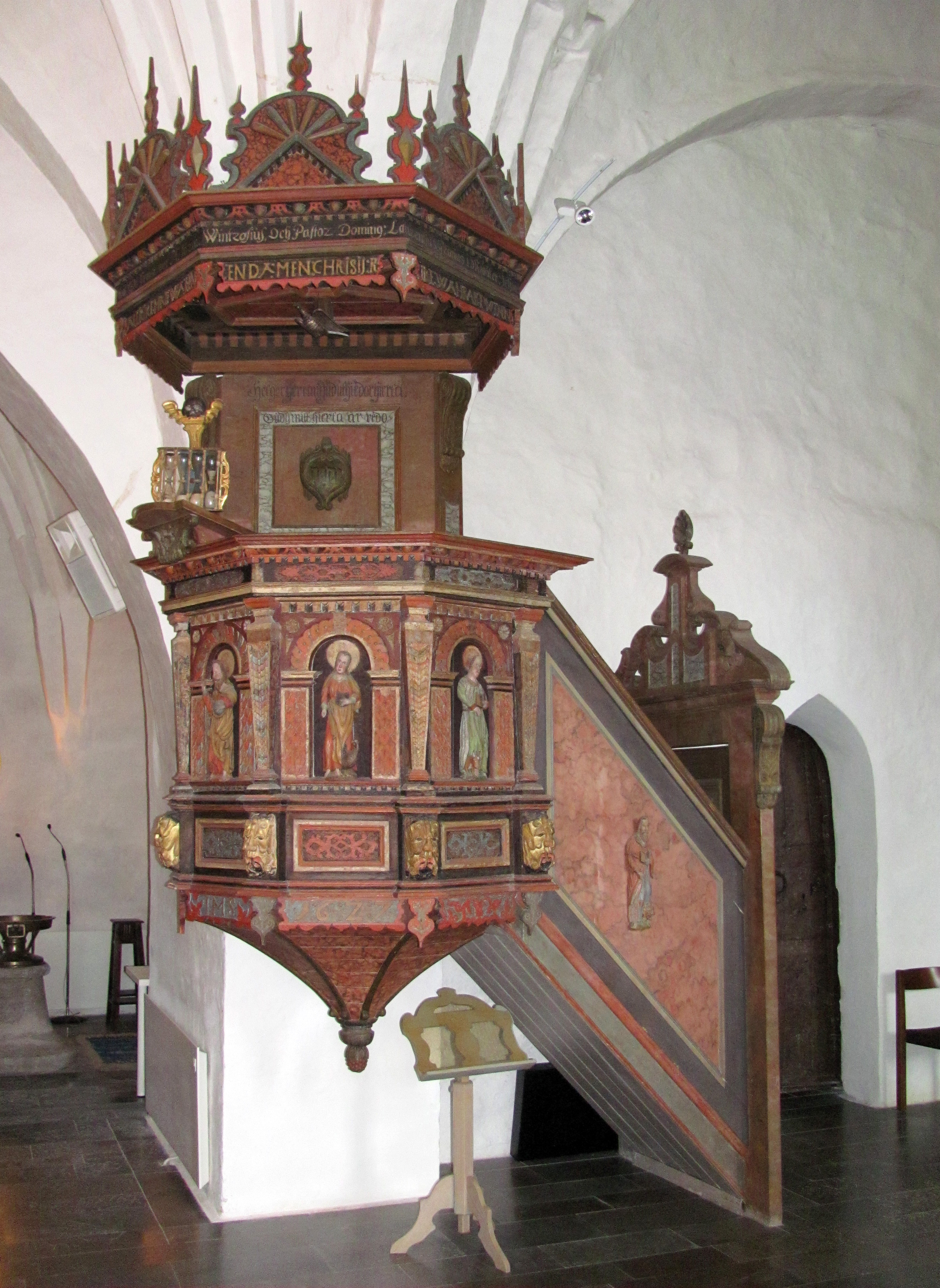
Predikstolen
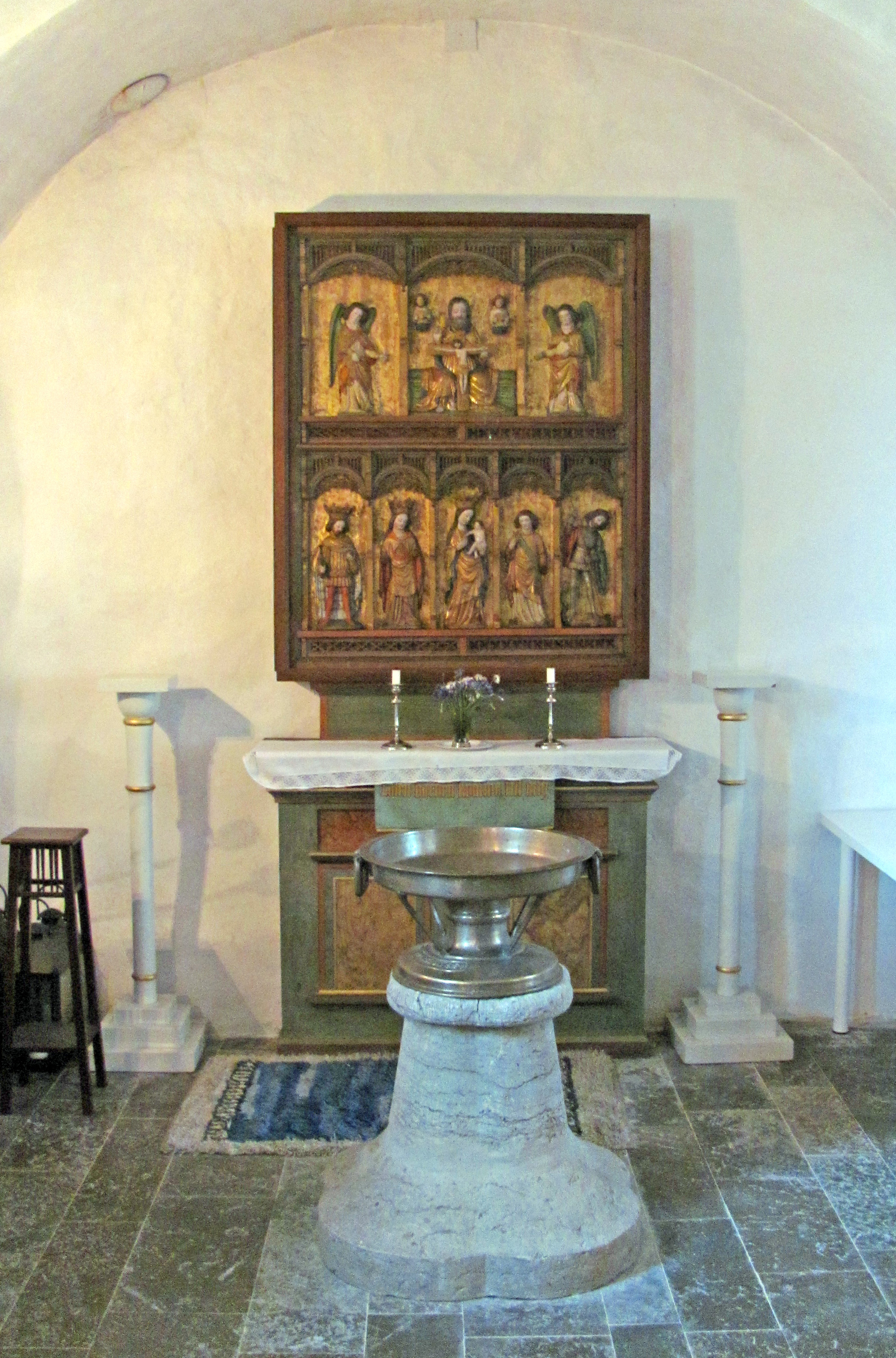
Dopfunten

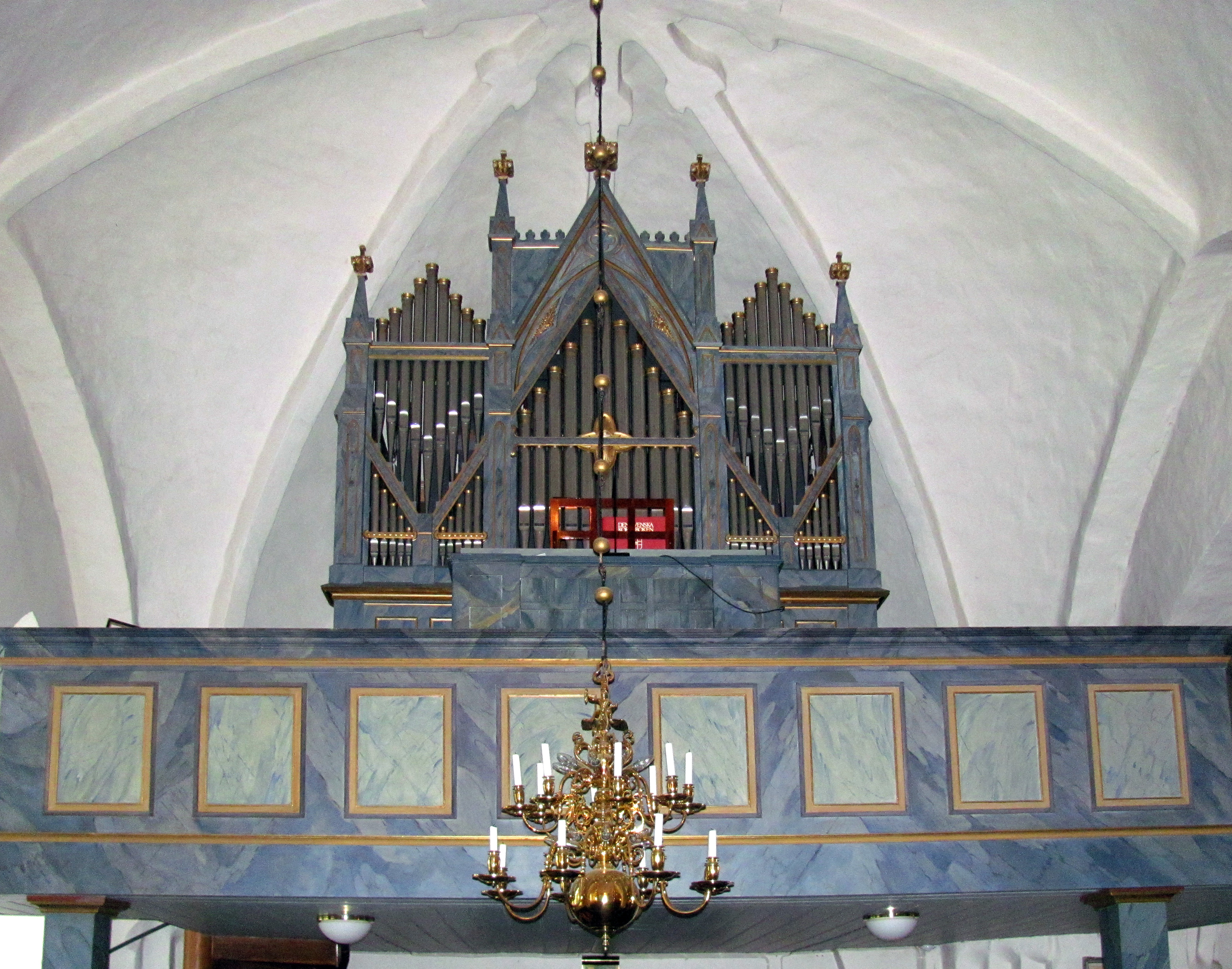
Orgeln
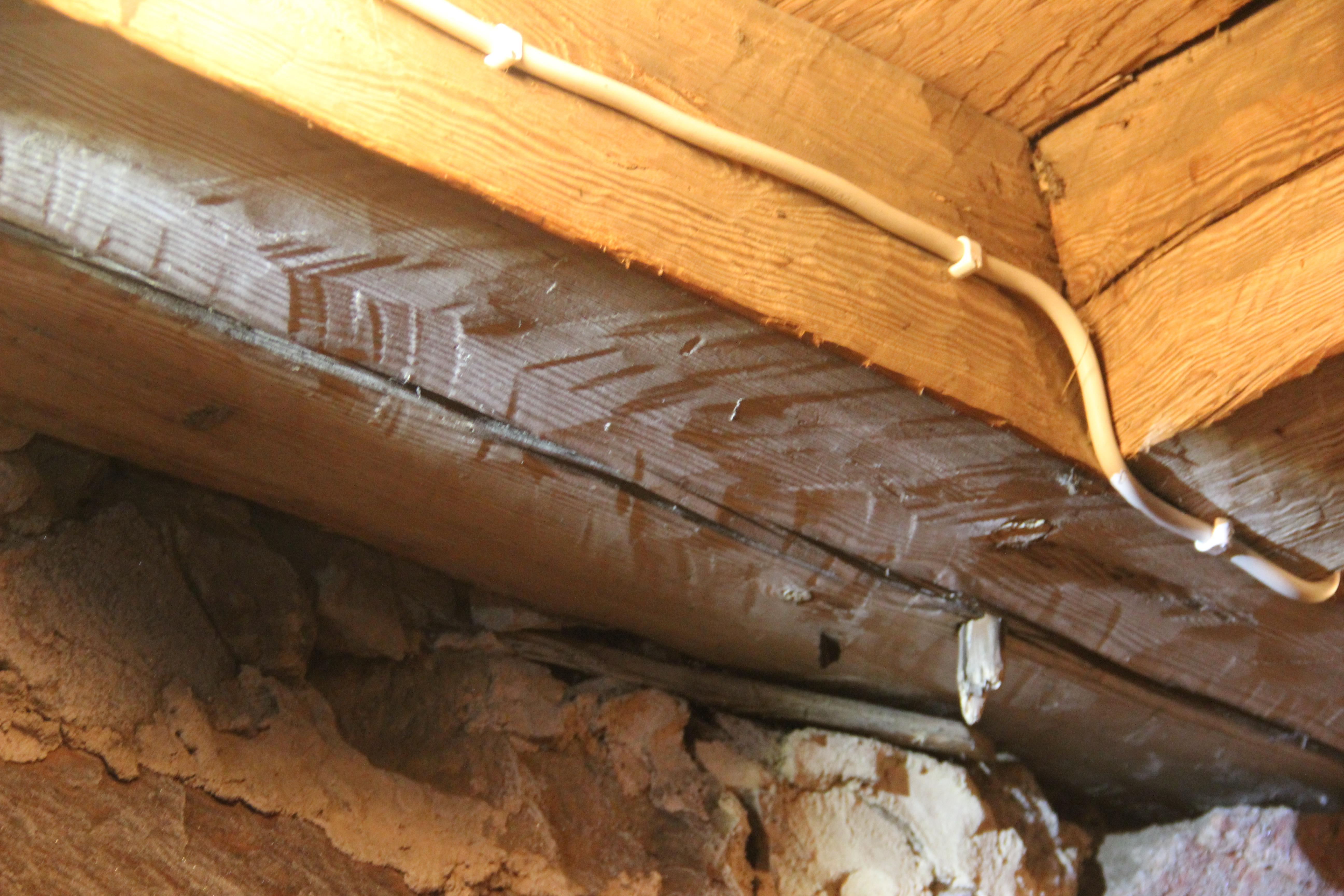
Medeltida bjälkar i kyrktornet
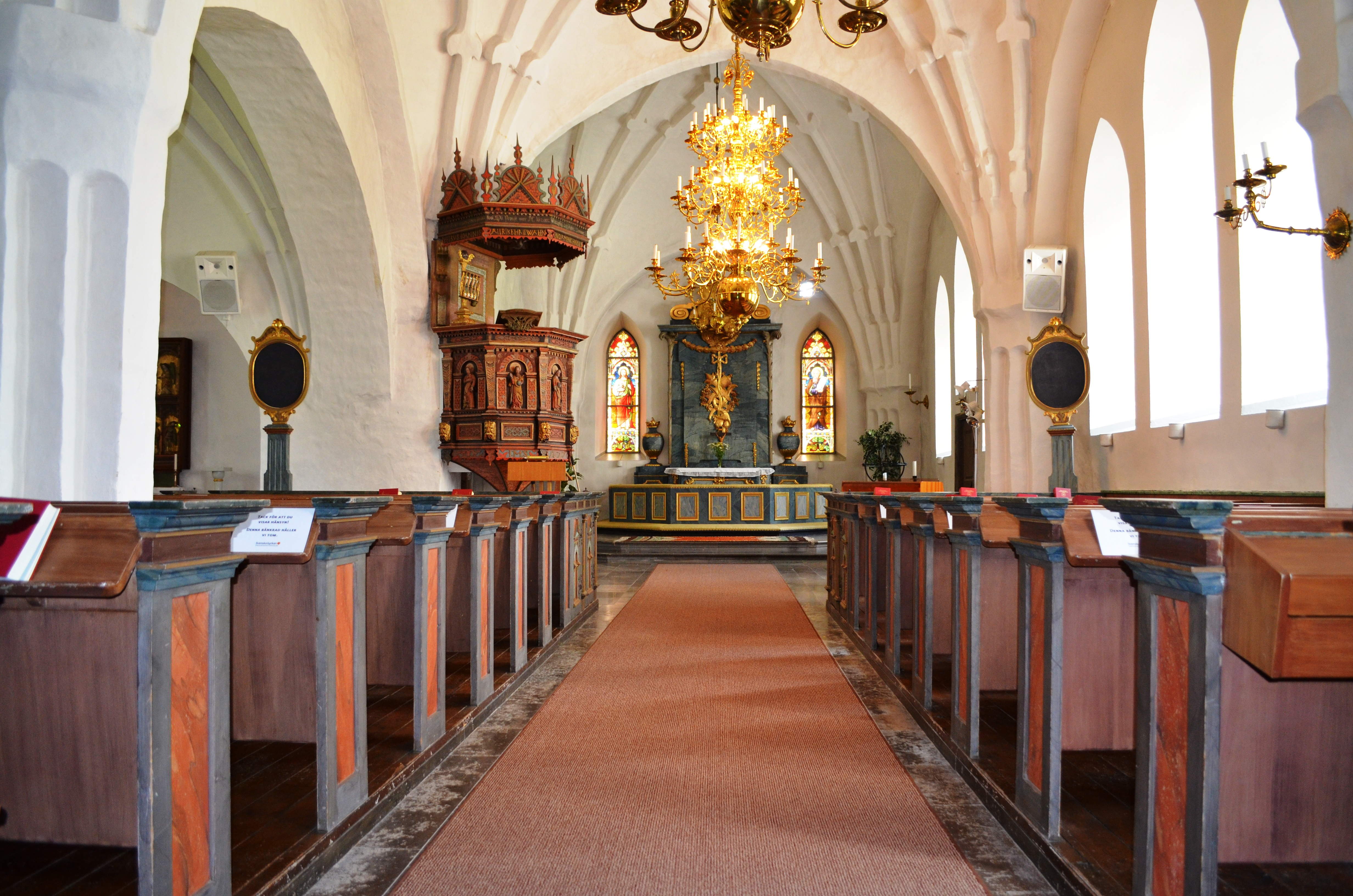
Medåkers kyrkas kyrksal